# Музеј Монтреалске банке
Музеј Монтреалске банке један је од бројних музеја у Монтреалу, у покрајини Квебек, Канада, који поседује експонате о историји банке, почев од њеног оснивања у 19. веку до данас. Музеј је основала Монтреалска банка (најстарији банка Канаде, основана 1817), у једној од најстаријих зграда банке из 1847. године.

## Положај
Музеј се налази у централном делу старог Монтреала у пролазу између главне филијале Монтреалске банке (изграђене у неокласичном стилу 1847) и новог седишта банке изграђеног 1960. године, на тргу фр. Place d'Armes, преко пута Богородичине цркве-базилике на адреси енгл. 129 Saint-Jacques Montreal, Quebec H2Y 1L6.

## Мисија музеја
Мисија музеја је да помогне посетиоцима свих узраста да схвате рад банкарског система Монтреалске банке од њеног оснивања у 19. веку до данас и упозају се са вредном нумизматичком збирком из историје Квебека и Канаде. У том смислу музеј је намењен за свакога ко је заинтересован  за нумизматику, банкарство, финансије, историју Квебека и Канаде, или једноставно жели  да стекне нова и обогати постојећа знања из ових области.

## Историјат
Као најстарији банка у Канади Монтреалска банке основана је 1817. године. Током вишевековног постојања банка је сакупила богато историјско наслеђе о њеном постојању и раду.
Како би се то наслеђе предтсавило јавности руководство банка је донела одлуку да оснује музеј и у њему посетиоцима музеја представи реплику првог банкарског шалтера (укључујући ту и чекаоницу благајну и пратећу опрему) какав је постојао у 19. веку, и обимну колекцију предмета и историјских докумената. 
У музеју су изложени бројни експонати не само из богатог историјског наслеђа Банке, укључујући и аутентични банкарских прибор из прошлих дана, старе фотографије већ и нумизматичке збирка кованог новца, чекова и папирног новца, хартија од вредности итд.

## Музејска поставка
Музејска поставка која се налази у пролазу (приземљу) између старе и нове зграде Монтреалске банке, поседује велики број експоната, укључујући банкарски шалтер са решеткама из 19. века, бројне фотографије, кованице папирне новчаница, чекове, папирни новац, хартије од вредноста али и механичке банкарске машине, књиговодствене кљиге итд. 

## Радно време
Музеј је отворен током редовног радног времена банке: од понедељка до петка, од 10:00 до 16:00 часова. 
Улаз је слободан.